# Notopomala
Notopomala is een geslacht van rechtvleugeligen uit de familie veldsprinkhanen (Acrididae). De wetenschappelijke naam van dit geslacht is voor het eerst geldig gepubliceerd in 1971 door Jago.

## Soorten
Het geslacht Notopomala  is monotypisch en omvat slechts de volgende soort:
- Notopomala glaucipes (Rehn, 1906)